# ريك هايوارد (شخصية أعمال)
ريك هايوارد (بالإنجليزية: Rick Hayward)‏ هو شخصية أعمال باهاماسي، ولد في 17 مارس 1952 في ناساو في باهاماس.